# Götåkra
Götåkra är en ort utanför Gällstad i Ulricehamns kommun i Västra Götalands län. Orten ingår i Marbäck–Södra Säm–Gällstad-området som Ulricehamns kommun bedömer som ett kulturhistoriskt riksintresse. Området sträcker sig från Marbäck i norr till Bystadsjön i söder. Området rymmer ett flertal fornlämningar. Bland annat hittades Bredgårdsmannen där, ett 10 000 år gammalt skelett. Bevarade finns vidare en äldre vägstruktur, medeltida kyrkobyggnader och outskiftad bebyggelse som i Götåkra by  jämte olika andra byggnader.